# Лазаревка (Советский район)

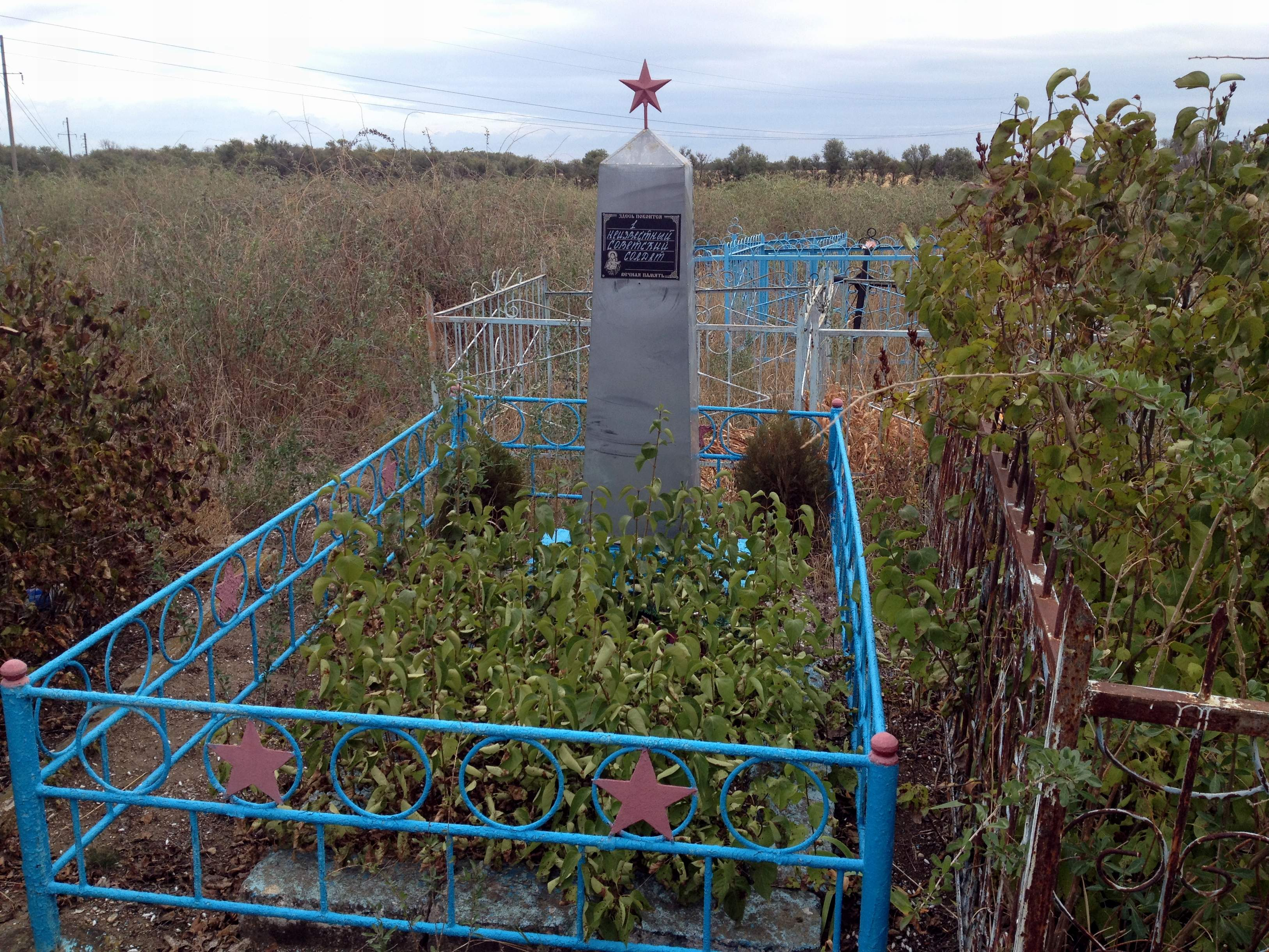
Могила неизвестного солдата на кладбище бывшего села

Ла́заревка  (до 1948 года Менгерме́н Ру́сский, ранее Ман-Керме́н; укр. Лазарівка, крымскотат. Rus Mañ Kermen, Рус Манъ Кермен) — исчезнувшее село в Советском районе Республики Крым, располагавшееся на юге района, в степной зоне Крыма, примерно в 2 км к востоку от современного села Лоховка.

## История
Первое документальное упоминание села встречается в Камеральном Описании Крыма… 1784 года, судя по которому, в последний период Крымского ханства Мак-карман входил в Ширинский кадылык Кефинскаго каймаканства. Видимо, вскоре после присоединения Крыма к России 8 февраля 1784 года, деревня была покинута жителями, эмигрировавшими в Турцию и в ревизских документах конца XIX — начала XX века не встречается, хотя территориально находилась в Байрачской волости Феодосийского уезда. Лишь на военно-топографической карте генерал-майора Мухина 1817 года деревня Манкермень обозначена пустующей. Хутор Менгермен был основан после 1829 года, поскольку в «Ведомости о казённых волостях Таврической губернии 1829 года» не упомянут и впервые обозначен на карте 1836 года в деревне 20 дворов, как и на карте 1842 года, как хутор Манг-Кермен.
В 1860-х годах, после земской реформы Александра II, деревню приписали к Шейих-Монахской волости. Согласно «Списку населённых мест Таврической губернии по сведениям 1864 года», составленному по результатам VIII ревизии 1864 года, Менгермен — владельческая русская деревня с 25 дворами и 131 жителем при колодцах. На трёхверстовой карте Шуберта 1865—1876 года обозначен хутор Манг-Кермен с 22 дворами. На 1886 год в деревне Менгермен, согласно справочнику «Волости и важнѣйшія селенія Европейской Россіи», проживало 204 человека в 33 домохозяйствах, действовала лавка. По «Памятной книге Таврической губернии 1889 года», по результатам Х ревизии 1887 года, в деревне Менгермен числилось 39 дворов и 276 жителей.
После земской реформы 1890-х годов деревню приписали к Цюрихтальской волости. По «…Памятной книжке Таврической губернии на 1892 год» в деревне Менгермен (русский), входившей в Эсен-Экинское сельское общество, числилось 276 жителей в 38 домохозяйствах. По «…Памятной книжке Таврической губернии на 1900 год» в деревне Менгермен числилось 280 жителей в 39 дворах. По Статистическому справочнику Таврической губернии. Ч.II-я. Статистический очерк, выпуск пятый Феодосийский уезд, 1915 год, в деревне Менгермен русский Цюрихтальской волости Феодосийского уезда числился 61 двор(53 дворов с землёй, 8 — безземельные) с русским населением в количестве 326 человек приписных жителей и 20 «посторонних», из которых 181 мужчина и 165 женщин. Жители владели 737 десятинами удобной земли. В хозяйствах имелось 161 лошадь, 60 волов, 72 коровы и 163 головы овец, свиней, или коз.
После установления в Крыму Советской власти, по постановлению Крымревкома № 206 «Об изменении административных границ» от 8 января 1921 года была упразднена волостная система и село вошло в состав Ичкинского района Феодосийского уезда, а в 1922 году уезды получили название округов. 11 октября 1923 года, согласно постановлению ВЦИК, в административное деление Крымской АССР были внесены изменения, в результате которых округа были отменены, Ичкинский район упразднили, включив в состав Феодосийского в состав которого включили и село. Согласно Списку населённых пунктов Крымской АССР по Всесоюзной переписи 17 декабря 1926 года, в селе Менгермен (русский), Эссен-Экинского сельсовета (в котором село состояло до 1964 года) Феодосийского района, числилось 74 двора, из них 72 крестьянских, население составляло 319 человек, из них 314 русских, 2 немца, 2 армянина, 1 украинец, действовала русская школа I ступени. Постановлением ВЦИК «О реорганизации сети районов Крымской АССР» от 30 октября 1930 года Феодосийский район был упразднён и был создан Сейтлерский район (по другим сведениям 15 сентября 1931 года), в который включили село, а, с образованием в 1935 году Ичкинского — в состав нового района. По данным всесоюзной переписи населения 1939 года в селе проживало 318 человек.
На кладбище бывшего села находится могила неизвестного солдата, погибшего во время Великой Отечественной войны в 1942 году.
В 1944 году, после освобождения Крыма от фашистов, согласно постановлению ГКО № 5859 от 11 мая 1944 года, 12 августа 1944 года было принято постановление № ГОКО-6372с «О переселении колхозников в районы Крыма» и в сентябре 1944 года в район приехали первые новоселы (180 семей) из Тамбовской области, а в начале 1950-х годов последовала вторая волна переселенцев из различных областей Украины. С 25 июня 1946 года Менгермен в составе Крымской области РСФСР. Указом Президиума Верховного Совета РСФСР от 18 мая 1948 года, Менгермен русский переименовали в Лазаревку. В 1951 году существовавший в селе колхоз имени Фрунзе включён в состав колхоза имени Сталина с центральной усадьбой в селе Пушкино (в 1961 году переименованный в колхоз «Россия»). 26 апреля 1954 года Крымская область была передана из состава РСФСР в состав УССР. Указом Президиума Верховного Совета УССР «Об укрупнении сельских районов Крымской области», от 30 декабря 1962 года Советский район был упразднён и село присоединили к Нижнегорскому. Решением Крымского облисполкома № 598 от 17 ноября 1964 года Пушкинский сельсовет был упразднён и образован Красногвардейский сельский совет, в который включили Лазаревку. 8 декабря 1966 года Советский район был восстановлен и село вновь включили в его состав. В период с 1 января по 1 июня 1977 года Пушкинский сельский совет был восстановлен и Лазаревка вновь в его составе. По данным переписи 1989 года в селе проживало 3 человека. Решением Верховного Совета АР Крым от 22 сентября 2006 года Лазаревка Пушкинского сельсовета исключена из учётных данных.

### Динамика численности населения
| - 1864 год — 131 чел. - 1886 год — 204 чел. - 1889 год — 276 чел. - 1892 год — 276 чел. - 1900 год — 280 чел. | - 1915 год — 326/20 чел. - 1926 год — 319 чел. - 1939 год — 318 чел. - 1989 год — 3 чел. |